# Katabolizam
Katabolizam (grč. kata — „naniže“ + ballein — „baciti“) je skup metaboličkih puteva koji razlažu molekule u manje jedinice i oslobađaju energiju. U katabolizmu, veliki molekuli poput polisaharida, lipida, nukleinskih kiselina i proteina se razlažu u manje jedinice poput monosaharida, masnih kiselina, nukleotida i aminokiselina, respektivno.
Ćelije koriste monomere oslobođene razlaganjem polimera da bi formirali nove polimere, ili da razgrade monomere do jednostavnih otpadnih proizvoda i energije. U ćelijski otpad se ubrajaju mlečna kiselina, sirćetna kiselina, ugljen-dioksid, amonijak, i ureja. Formiranje tog otpada se obično odvija oksidacionim procesima u kojima se oslobađa hemijska slobodna energija. Deo te energije se gubi kao toplota, dok se ostali deo energije koristi za izvođenje sinteze adenozin trifosfata (ATP). Taj molekul deluje kao ćelijsko sredstvo prenosa energije oslobođene katabolizmom do reakcije kojima je neophodna energija. Katabolizam stoga proizvodi hemijsku energiju neophodnu za održavanje i rast ćelija. Primeri kataboličkih procesa su glikoliza, Krebsov ciklus, razlaganje mišićnih proteina da bi se koristile aminokiseline kao supstrati za glukoneogenezu i razlaganje masti u masnom tkivu do masnih kiselina.